# Шарков, Поликарп Павлович
Поликарп Павлович Шарков (1790—1858) — российский врач, хирург Петербургской медико-хирургической академии, автор ряда трудов по медицине; статский советник.

## Биография
Поликарп Шарков родился в 1790 году и происходил из духовного звания. Воспитывался сначала в духовной семинарии, а потом, в 1810 году, перешёл в Московскую медико-хирургическую академию. 
Выпущенный их ММХА через четыре года, Поликарп Павлович Шарков был назначен в Петербургский военно-сухопутный госпиталь, а в следующем 1815 году — в Литовский лейб-гвардии полк. 
Два года спустя он получил звание медико-хирурга и в том же 1817 году был переведен в Московский лейб-гвардии полк, а ещё через год Поликарп Павлович Шарков был назначен старшим лекарем Ахтырского гусарского полка. Прослужив в этой должности семь лет, он в 1825 году вышел в отставку и занялся частной практикой. 
В 1828 году П. П. Шарков снова поступил на службу, на этот раз по Министерству внутренних дел Российской империи, и был назначен членом Одесского врачебного Управления, а два года спустя городским врачом города Одессы. 
В 1832 году Поликарп Павлович Шарков был назначен инспектором Подольской врачебной управы и вслед за тем поехал в Санкт-Петербург держать экзамен на врачебного инспектора, который и выдержал в 1833 году при Петербургской Императорской медико-хирургической академии, после чего в том же году был назначен инспектором Воронежской врачебной управы и в этой должности оставался до смерти. 
Поликарп Павлович Шарков скончался в 1858 году в городе Воронеже, где и был похоронен.
Во время службы в Воронеже, П. П. Шарков напечатал следующие свои работы: «Медико-топографическое известие о г. Одессе» («Военно-медицинский журнал», 1834 г., № 23): «Мышьяковая кислота в "Lepra nigricans"» («Друг здравия», 1837 г., № 17); «Лечение изнурительного поноса у детей домашними средствами» («Друг здравия», 1837 г., № 45); «Сап» («Друг здравия», 1837 г., № 13); «Йод при сапе» («Друг здравия», № 43), «Лечение ущемленной грыжи без операций» («Друг здравия», 1842 г., № 8).